# Grindelia
Grindelia là một chi thực vật có hoa trong họ Cúc (Asteraceae).

## Loài
Chi Grindelia gồm các loài: